# Бојл—Мариотов закон
Бојл—Мариотов закон је један од закона гасова. Име је добио по ирском природњаку Роберту Бојлу и француском физичару Едму Мариоту. Овај закон је применљив је на гасовита тела која се понашају попут идеалних гасова. Закон гласи:
На константној температури и непромењеној количини гаса, производ притиска и запремине је константан.
То значи за колико пута повећамо притисак толико пута ћемо смањити запремину. Процеси који се дешавају на константним температурама су изотермски процеси.

## Извођење закона
Овај закон је изведен из основне једначине молекулско кинетичке теорије гасова.
{\displaystyle p={\frac {2n_{0}E_{k}}{3}}}
где је:{\displaystyle p\!} - притисак, {\displaystyle n_{0}\!} - концентрација гаса, {\displaystyle E_{k}\!} - средња кинетичка енергија гаса.
Целу једначину помножимо са {\displaystyle V\!} и добијамо, пошто је {\displaystyle n_{0}={\frac {N}{V}}}
{\displaystyle pV={\frac {2NE_{k}}{3}}}.
Међутим главни услови за овај закон је да су: {\displaystyle N=const\!}, {\displaystyle T=const\!}.
Значи да је производ притиска и запремине такође једнак константи:
{\displaystyle pV={const}\!}, или {\displaystyle p_{1}V_{1}={p_{2}V_{2}}\!}
Ова једначина показује да, како се запремина повећава, притисак гаса пропорционално опада. Слично, како се запремина смањује, притисак гаса се повећава. Закон је добио име по хемичару и физичару Роберту Бојлу, који је објавио оригинални закон 1662. године. Бојл—Мариотов закон има велику примену (рецимо код роњења).

## Историја
Овај однос између притиска и запремине први су приметили Ричард Таунли и Хенри Пауер у 17. веку. Роберт Бојл је експериментима потврдио њихово откриће и објавио резултате. Према Роберту Гaнтеру и другим ауторитетима, Бојлов помоћник Роберт Хук је направио експериментални апарат. Бојлов закон се заснива на експериментима са ваздухом, који је он сматрао флуидом честица које мирују између малих невидљивих извора. У то време, ваздух се још увек сматрао једним од четири елемента, али Бојл се није сложио. Бојлов интерес је вероватно био да схвати ваздух као суштински елемент живота; на пример, он је објавио радове о расту биљака без ваздуха. Бојл је користио затворену цев у облику слова Ј и након што је сипао живу са једне стране, натерао је ваздух на другој страни да се скупи под притиском живе. Након што је експеримент поновио неколико пута и користећи различите количине живе, открио је да је у контролисаним условима притисак гаса обрнуто пропорционалан запремини коју заузима. Француски физичар Едм Мариот (1620–1684) открио је исти закон независно од Бојла 1679, али га је Бојл већ објавио 1662. Мариот је, међутим, открио да се запремина ваздуха мења са температуром. Стога се овај закон понекад назива Мариотов закон или Бојл—Мариотов закон. Касније, 1687. у делу Philosophiæ Naturalis Principia Mathematica, Њутн је математички показао да би у еластичној течности која се састоји од честица у мировању, између којих су силе одбијања обрнуто пропорционалне њиховој удаљености, густина била директно пропорционална притиску, али овај математички трактат није физичко објашњење за посматрани однос. Уместо статичке теорије, потребна је кинетичка теорија, коју су два века касније изнели Максвел и Болцман.
Овај закон је био први физички закон који је изражен у облику једначине која описује зависност две променљиве величине.

## Дефиниција
Сам закон се може навести на следећи начин:
За фиксну масу идеалног гаса који се одржава на фиксној температури, притисак и запремина су инверзно пропорционални. 
Бојлов закон је гасни закон, који наводи да притисак и запремина гаса имају инверзни однос. Ако се запремина повећава, онда се притисак смањује и обрнуто, када се температура одржава константном.
Стога, када се запремина преполови, притисак се удвостручује; а ако се запремина удвостручи, притисак се преполови.

### Веза са кинетичком теоријом и идеалним гасовима
Бојлов закон наводи да је при константној температури запремина дате масе сувог гаса обрнуто пропорционална његовом притиску.
Већина гасова се понаша као идеални гасови при умереним притисцима и температурама. Технологија 17. века није могла да произведе веома високе притиске или веома ниске температуре. Стога није било вероватно уочити да закон може да има одступања у време објављивања. Како су побољшања у технологији омогућила веће притиске и ниже температуре, одступања од идеалног понашања гаса су постала приметна, а однос између притиска и запремине може се тачно описати само употребом теорије реалног гаса. Одступање се изражава као фактор стишљивости.
Бојл (и Мариот) су закон извели искључиво експериментом. Закон се такође може извести теоретски на основу претпостављеног постојања атома и молекула и претпоставки о кретању и савршено еластичним сударима (видети кинетичку теорију гасова). Ове претпоставке су наишле на огроман отпор у тадашњој позитивистичкој научној заједници, јер су биле виђене као чисто теоријске конструкције за које није било ни најмањих опсервацијских доказа.
Данијел Бернули (1737–1738) извео је Бојлов закон применом Њутнових закона кретања на молекуларном нивоу. То је било игнорисано све до 1845. године, када је Џон Вотерстон објавио рад у којем се налазе главна правила кинетичке теорије, што је било одбачено од стране Краљевског друштва Енглеске. Каснији радови Џејмса Прескота Џула, Рудолфа Клаузиуса и посебно Лудвига Болцмана чврсто су успоставили кинетичку теорију гасова и скренули пажњу на теорије Бернулија и Вотерстона.
Дебата између заговорника енергетике и атомизма навела је Болцмана да напише књигу 1898. године, која је трпела критике све до његовог самоубиства 1906. године. Алберт Ајнштајн је 1905. показао како се кинетичка теорија примењује на Брауново кретање честице суспендоване флуидом, што је 1908. потврдио Жан Перин.

### Једначина
Математичка једначина за Бојлов закон је:
{\displaystyle PV=k}
где P означава притисак система, V означава запремину гаса, k је константна вредност репрезентативна за температуру и запремину система.
Све док температура остаје константна, иста количина енергије дата систему траје током његовог рада и стога ће, теоретски, вредност k остати константна. Међутим, због деривације притиска као окомито примењене силе и пробабилистичке вероватноће судара са другим честицама кроз теорију судара, примена силе на површину вероватно неће бити бесконачно константна за такве вредности V, већ ће имати лимит при диференцирању такве вредности током датог времена. Присиљавајући запремину V фиксне количине гаса да се повећава, одржавајући гас на почетно измереној температури, притисак P мора да се смањи пропорционално. Супротно томе, смањењем запремине гаса се повећава притисак. Бојлов закон се користи за предвиђање резултата увођења промене, само запремине и притиска, у почетно стање фиксне количине гаса.
Почетна и крајња запремина и притисци фиксне количине гаса, где су почетна и крајња температура исте (потребно је грејање или хлађење да би се испунио овај услов), повезани су једначином:
{\displaystyle P_{1}V_{1}=P_{2}V_{2}.}
Овде P1 и V1 представљају првобитни притисак и запремину, а P2 и V2  представљају други притисак и запремину.
Бојлов закон, Чарлсов закон и Геј-Лусаков закон чине комбиновани гасни закон. Три гасна закона у комбинацији са Авогадровим законом могу се генерализовати законом идеалног гаса.